# FIA-Formel-E-Meisterschaft 2018/19
Die ABB FIA-Formel-E-Meisterschaft 2018/19 war die fünfte Saison der FIA-Formel-E-Meisterschaft. Sie begann am 15. Dezember 2018 in Diriyya und endete am 14. Juli 2019 in New York City. Die Saison umfasste dreizehn Rennen.

## Änderungen 2018/19

### Rennen
Neu im Kalender waren der Bern E-Prix, der Diriyya E-Prix und der Sanya E-Prix. Der Monaco E-Prix kehrte nach einem Jahr in den Rennkalender zurück. Es entfielen die Rennen in Punta del Este und in Zürich.
Der Santiago E-Prix wurde auf einer neuen Rennstrecke durchgeführt.

### Technisches Reglement

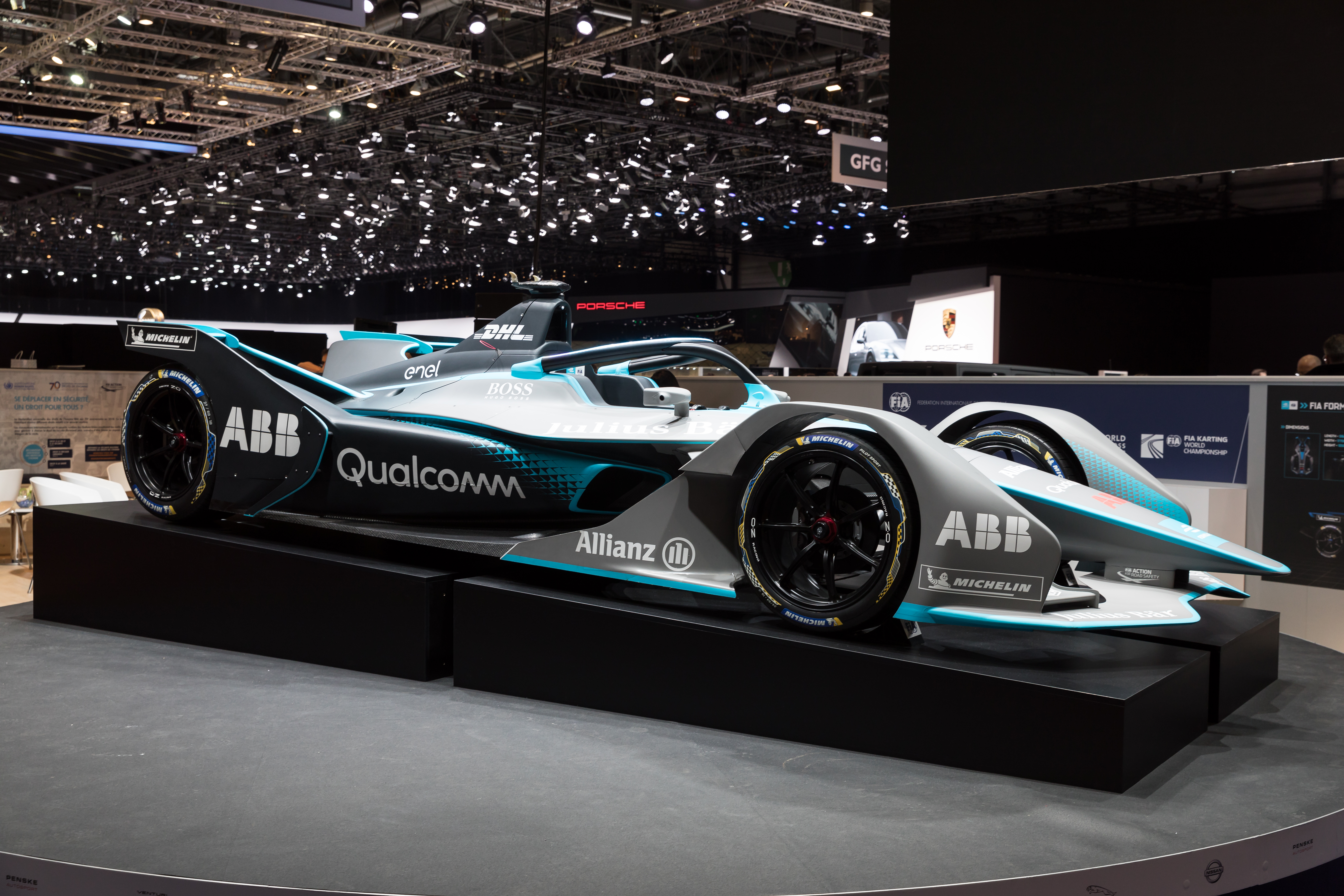
Erstmals wird das Chassis Spark SRT_05e verwendet

In der Saison 2018/19 kam zum ersten Mal der Spark SRT 05e zum Einsatz, die vorherigen Saisons wurden alle mit dem Spark-Renault SRT 01E bestritten. Eine optisch sehr auffällige Neuerung war das Halo-System, das erstmals in der FIA-Formel-E-Meisterschaft zum Einsatz kam.
Die Maximalleistung der Fahrzeuge erhöhte sich von 200 kW auf 250 kW, die Leistung im Rennen von 180 kW auf 200 kW. Außerdem verfügten die Rennwagen über ein Brake-by-Wire-System, das die Bremsleistung an der Hinterachse elektronisch auf den Elektromotor und die Bremsscheiben verteilte. In diesem Zuge erhöhte sich die maximale Energierückgewinnung beim Bremsen mit dem Elektromotor, die sogenannte Rekuperation, von 150 kW auf 250 kW.
Die Batteriekapazität erhöhte sich von 33 auf 54 kWh, das Gewicht der Akkus stieg von 230 kg auf 280 kg. Das Mindestgewicht der Boliden stieg von 880 kg auf 900 kg.

### Sportliches Reglement
Die Auslosung der Qualifying-Gruppen wurde abgeschafft, stattdessen gingen immer die in der Gesamtwertung vorne liegenden Fahrer in der ersten Gruppe an den Start. Beim Saisonauftakt wurde die Reihenfolge der Fahrerwertung der Vorsaison zugrunde gelegt.
Da das Starterfeld auf maximal 12 Teams erweitert wurde, änderte sich die Anzahl der Fahrer pro Gruppe auf sechs, außerdem starteten nun die schnellsten sechs Piloten in der Superpole.
Die Rennen wurden nicht mehr über eine festgelegte Rundenanzahl ausgetragen, sondern über 45 Minuten plus eine Runde.
Wegen der größeren Kapazität der Batterien entfiel der Fahrzeugwechsel zur Rennhalbzeit.
Der Zusatzpunkt für die schnellste Rennrunde sollte nach ersten veröffentlichten Planungen entfallen, stattdessen sollte der Fahrer unter den ersten Fünf, der beim Zieleinlauf die meiste Restenergie im Akkumulator hatte, Bonuspunkte erhalten. Diese Änderung wurde jedoch nicht umgesetzt, es gab weiterhin einen Bonuspunkt für den Fahrer unter den ersten Zehn, der die schnellste Rennrunde fuhr.
Die Fahrer konnten im Rennen die Leistung auf 225 kW erhöhen, indem sie durch eine speziell markierte Aktivierungszone auf der Strecke fuhren. Dieser Energiemodus wurde Attack-Mode genannt. Die Aktivierung wurde den Zuschauern über einen farblich leuchtenden LED-Streifen am Halo-System des Fahrzeugs signalisiert. Wie häufig und wie lang ein Fahrer den Attack-Mode nutzen durfte, sollte von Strecke zu Strecke variieren. Außerdem stieg die Leistung des Fahrzeugs bei aktiviertem Fanboost auf mindestens 240 kW und maximal 250 kW. Das Fanboost-Voting endete zudem mit dem Start des Rennens. Außerdem erhielten nun fünf statt bislang drei Piloten den Fanboost, der ab der 22. Minute des Rennens genutzt werden durfte. Die zusätzliche Energiemenge, die ein Fahrer erhielt, blieb mit 100 kJ gleich.
Bei einem Rennabbruch gab es nur noch dann volle Punkte, wenn die 34. Minute des Rennens zum Zeitpunkt des Abbruchs bereits absolviert wurde.

### Teams
BMW übernahm die Herstellerlizenz von Andretti, für den Einsatz der Fahrzeuge war weiterhin Andretti verantwortlich. Das BMW i Andretti Motorsport genannte Team ging nun jedoch nicht mehr mit US-amerikanischer, sondern mit britischer Lizenz an den Start, da das hinter dem Team stehende Unternehmen seinen Sitz im Vereinigten Königreich hatte. Nismo ersetzte Renault im Formel-E-Team von DAMS. DAMS betreute weiterhin die Einsätze an der Rennstrecke, das Team ging unter dem Namen Nissan e.dams an den Start.
Nach drei gemeinsamen Saisons trennten sich Virgin und DS Automobiles. DS übernahm dabei die Herstellerlizenz von Virgin, neues Werksteam von DS wurde Techeetah. Das chinesische Team startete in der Vorsaison als Kundenteam von Renault. Virgin ging in der Saison 2018/19 mit Kundenmotoren von Audi an den Start.
HWA Racelab stieg als elftes Team in die FIA-Formel-E-Meisterschaft ein, das Team bezog Kundenmotoren von Venturi.

### Fahrer
Felipe Massa debütierte für Venturi in der FIA-Formel-E-Meisterschaft. Nicolas Prost verließ nach vier Saisons bei Renault e.dams das Team. Als sein Nachfolger wurde Alexander Albon verpflichtet, der in der FIA-Formel-E-Meisterschaft debütieren sollte. Albon war als Stammfahrer auf der offiziellen Meldeliste für die offiziellen Testfahrten vor der Saison gemeldet und reiste auch nach Valencia. Er verließ die Testfahrten jedoch vorzeitig, ohne ins Auto zu steigen, da er Verhandlungen mit der Scuderia Toro Rosso begann, mit dem Ziel, die Formel-1-Weltmeisterschaft 2019 für das Team zu bestreiten. Weniger als drei Wochen vor dem Saisonauftakt gab Nissan schließlich die Auflösung des Vertrages mit Albon bekannt. Seinen Platz übernahm Oliver Rowland, der zuvor mit dem Punta del Este ePrix 2015 ein Rennen in der Rennserie bestritten hatte.
Auch Alexander Sims gab bei BMW sein Debüt in der FIA-Formel-E-Meisterschaft. Robin Frijns kehrte nach einer Saison in der DTM in die FIA-Formel-E-Meisterschaft zurück, er erhielt ein Cockpit bei Virgin Racing.
Gary Paffett wurde als erster Pilot des Team von HWA Racelab präsentiert, auch er debütierte in der FIA-Formel-E-Meisterschaft. Paffett fuhr seit 2003 für Mercedes-Benz in der DTM. Sein Teamkollege wird Stoffel Vandoorne, der zuvor für McLaren in der Formel-1-Weltmeisterschaft fuhr. Tom Dillmann, in der Vorsaison Test- und Ersatzfahrer bei Venturi, wechselte als Stammfahrer zu NIO, wo er Nachfolger von Luca Filippi wurde.
Bei Mahindra Racing wurden beide Fahrer ausgetauscht: Felix Rosenqvist wechselte in die IndyCar Series, Nick Heidfeld wurde „Spezialberater“ bei Mahindra und blieb Test- und Ersatzfahrer des Teams. Stattdessen gingen Jérôme D’Ambrosio, der in der Vorsaison für Dragon Racing fuhr, und der frühere Formel-1- und DTM-Pilot Pascal Wehrlein für Mahindra an den Start. Wehrlein wurde beim Saisonauftakt jedoch noch von Rosenqvist vertreten und übernahm das Cockpit zum zweiten Saisonrennen. D’Ambrosios Nachfolger bei Dragon Racing wurde Maximilian Günther, der ebenfalls in der FIA-Formel-E-Meisterschaft debütierte.
Nach dem Santiago E-Prix wurde Günther bei Dragon Racing durch Felipe Nasr ersetzt. Günther verblieb als Test-, Simulator- und Ersatzfahrer beim Team und ersetzte Nasr beim Rom E-Prix, da Nasr wegen seines Engagements in der IMSA WeatherTech SportsCar Championship verhindert war. Bei den folgenden Rennen ersetzte Günther Nasr erneut.
Nach dem Sanya E-Prix wurde Nelson Piquet jr. bei Jaguar Racing durch Alex Lynn ersetzt, der in der Vorsaison für Virgin Racing gefahren war.

## Teams und Fahrer
Alle Teams und Fahrer verwendeten das Einheits-Chassis Spark SRT 05e sowie Reifen von Michelin.
| Bild                               | Team                                     | Fahrzeug           | Nr. | Fahrer                 | Rennen    |
| ---------------------------------- | ---------------------------------------- | ------------------ | --- | ---------------------- | --------- |
| Audi e-tron FE05                   | Audi Sport ABT Schaeffler Formula E Team | Audi e-tron FE05   | 11  | Lucas di Grassi        | 1–13      |
| Audi e-tron FE05                   | Audi Sport ABT Schaeffler Formula E Team | Audi e-tron FE05   | 66  | Daniel Abt             | 1–13      |
| DS E-Tense FE 19                   | DS Techeetah                             | DS E-Tense FE 19   | 25  | Jean-Éric Vergne       | 1–13      |
| DS E-Tense FE 19                   | DS Techeetah                             | DS E-Tense FE 19   | 36  | André Lotterer         | 1–13      |
| Audi e-tron FE05 von Virgin Racing | Envision Virgin Racing                   | Audi e-tron FE05   | 02  | Sam Bird               | 1–13      |
| Audi e-tron FE05 von Virgin Racing | Envision Virgin Racing                   | Audi e-tron FE05   | 04  | Robin Frijns           | 1–13      |
| Mahindra M5Electro                 | Mahindra Racing                          | Mahindra M5Electro | 64  | Jérôme D’Ambrosio      | 1–13      |
| Mahindra M5Electro                 | Mahindra Racing                          | Mahindra M5Electro | 94  | Felix Rosenqvist       | 1         |
| Mahindra M5Electro                 | Mahindra Racing                          | Mahindra M5Electro | 94  | Pascal Wehrlein        | 2–13      |
| Nissan IM01                        | Nissan e.dams                            | Nissan IM01        | 22  | Oliver Rowland         | 1–13      |
| Nissan IM01                        | Nissan e.dams                            | Nissan IM01        | 23  | Sébastien Buemi        | 1–13      |
| Jaguar I-Type III                  | Panasonic Jaguar Racing                  | Jaguar I-Type III  | 03  | Nelson Piquet jr.      | 1–6       |
| Jaguar I-Type III                  | Panasonic Jaguar Racing                  | Jaguar I-Type III  | 03  | Alex Lynn              | 7–13      |
| Jaguar I-Type III                  | Panasonic Jaguar Racing                  | Jaguar I-Type III  | 20  | Mitch Evans            | 1–13      |
| Venturi VFE05                      | Venturi Formula E Team                   | Venturi VFE05      | 19  | Felipe Massa           | 1–13      |
| Venturi VFE05                      | Venturi Formula E Team                   | Venturi VFE05      | 48  | Edoardo Mortara        | 1–13      |
| NIO Sport 004                      | NIO Formula E Team                       | NIO Sport 004      | 08  | Tom Dillmann           | 1–13      |
| NIO Sport 004                      | NIO Formula E Team                       | NIO Sport 004      | 16  | Oliver Turvey          | 1–13      |
| Penske EV-3                        | Geox Dragon                              | Penske EV-3        | 06  | Maximilian Günther     | 1–3, 7–13 |
| Penske EV-3                        | Geox Dragon                              | Penske EV-3        | 06  | Felipe Nasr            | 4–6       |
| Penske EV-3                        | Geox Dragon                              | Penske EV-3        | 07  | José María López       | 1–13      |
| BMW iFE.18                         | BMW i Andretti Motorsport                | BMW iFE.18         | 27  | Alexander Sims         | 1–13      |
| BMW iFE.18                         | BMW i Andretti Motorsport                | BMW iFE.18         | 28  | António Félix da Costa | 1–13      |
| Venturi VFE05 von HWA Racelab      | HWA Racelab                              | Venturi VFE05      | 05  | Stoffel Vandoorne      | 1–13      |
| Venturi VFE05 von HWA Racelab      | HWA Racelab                              | Venturi VFE05      | 17  | Gary Paffett           | 1–13      |

## Rennkalender
2018/19 sollen dreizehn Rennen in zwölf Städten ausgetragen werden. Am 7. Juni 2018 veröffentlichte die FIA den Rennkalender, bei dem jedoch zwei Austragungsorte fehlten. Bei einem der beiden Rennen wurde lediglich bekanntgegeben, dass es in China ausgetragen wird. Am 3. Juli 2018 gaben die Organisatoren der Meisterschaft bekannt, dass das bislang ohne Austragungsort genannte chinesische Rennen in Sanya stattfinden wird. Am 4. September 2018 erfolgte die Absage des Rennens in Zürich.
Am 9. Oktober 2018 gaben die Organisatoren bekannt, dass das dritte Rennen, das bislang ohne Austragungsort war, erneut in Santiago durchgeführt wird.
Am 12. Oktober 2018 wurde bekannt, dass das Rennen in Zürich durch einen Lauf in Bern ersetzt wurde. Der Termin für das Rennen in der Schweiz wurde zwei Wochen nach hinten, auf den 22. Juni 2019, verschoben. Der FIA-Weltmotorsportrat bestätigte den endgültigen Rennkalender am selben Tag.
Im Januar 2019 wurde bekannt, dass der Berlin E-Prix als Zwei-Tages-Event ausgetragen wurde. Hintergrund der Entscheidung war die Tatsache, dass die ARD erneut eine Live-Übertragung des Rennens plante, allerdings einer erneuten Kollision mit dem DFB-Pokalfinale aus dem Weg gehen wollte. Der Rennstart wurde daher für 13 Uhr angesetzt. Es handelte sich um den ersten E-Prix, bei dem ein Renntag, bestehend aus freien Trainings, Qualifying und Rennen, auf zwei Tage aufgeteilt wurde.
| Nr. | Datum        | Veranstaltung (Rennstrecke)          | Erster                                             | Zweiter                                            | Dritter                                            | Pole-Position                                      | Schnellste Runde                                   | Gesamtführung                                      | Gesamtführung          |
| Nr. | Datum        | Veranstaltung (Rennstrecke)          | Erster                                             | Zweiter                                            | Dritter                                            | Pole-Position                                      | Schnellste Runde                                   | Fahrer                                             | Team                   |
| --- | ------------ | ------------------------------------ | -------------------------------------------------- | -------------------------------------------------- | -------------------------------------------------- | -------------------------------------------------- | -------------------------------------------------- | -------------------------------------------------- | ---------------------- |
| 01. | 15. Dezember | Diriyya E-Prix (Diriyya)             | António Félix da Costa (BMW i Andretti Motorsport) | Jean-Éric Vergne (DS Techeetah)                    | Jérôme D’Ambrosio (Mahindra Racing)                | António Félix da Costa (BMW i Andretti Motorsport) | André Lotterer (DS Techeetah)                      | António Félix da Costa (BMW i Andretti Motorsport) | DS Techeetah           |
| 02. | 12. Januar   | Marrakesch E-Prix (Marrakesch)       | Jérôme D’Ambrosio (Mahindra Racing)                | Robin Frijns (Envision Virgin Racing)              | Sam Bird (Envision Virgin Racing)                  | Sam Bird (Envision Virgin Racing)                  | Lucas di Grassi (Audi Sport ABT Schaeffler)        | Jérôme D’Ambrosio (Mahindra Racing)                | DS Techeetah           |
| 03. | 26. Januar   | Santiago E-Prix (Santiago)           | Sam Bird (Envision Virgin Racing)                  | Pascal Wehrlein (Mahindra Racing)                  | Daniel Abt (Audi Sport ABT Schaeffler)             | Sébastien Buemi (Nissan e.dams)                    | Daniel Abt (Audi Sport ABT Schaeffler)             | Sam Bird (Envision Virgin Racing)                  | Envision Virgin Racing |
| 04. | 16. Februar  | Mexiko-Stadt E-Prix (Mexico-Stadt)   | Lucas di Grassi (Audi Sport ABT Schaeffler)        | António Félix da Costa (BMW i Andretti Motorsport) | Edoardo Mortara (Venturi Formula E Team)           | Pascal Wehrlein (Mahindra Racing)                  | Pascal Wehrlein (Mahindra Racing)                  | Jérôme D’Ambrosio (Mahindra Racing)                | Mahindra Racing        |
| 05. | 10. März     | Hongkong E-Prix (Hongkong)           | Edoardo Mortara (Venturi Formula E Team)           | Lucas di Grassi (Audi Sport ABT Schaeffler)        | Robin Frijns (Envision Virgin Racing)              | Stoffel Vandoorne (HWA Racelab)                    | André Lotterer (DS Techeetah)                      | Sam Bird (Envision Virgin Racing)                  | Envision Virgin Racing |
| 06. | 23. März     | Sanya E-Prix (Sanya)                 | Jean-Éric Vergne (DS Techeetah)                    | Oliver Rowland (Nissan e.dams)                     | António Félix da Costa (BMW i Andretti Motorsport) | Oliver Rowland (Nissan e.dams)                     | Jean-Éric Vergne (DS Techeetah)                    | António Félix da Costa (BMW i Andretti Motorsport) | Envision Virgin Racing |
| 07. | 13. April    | Rom E-Prix (Rom)                     | Mitch Evans (Panasonic Jaguar Racing)              | André Lotterer (DS Techeetah)                      | Stoffel Vandoorne (HWA Racelab)                    | André Lotterer (DS Techeetah)                      | Jean-Éric Vergne (DS Techeetah)                    | Jérôme D’Ambrosio (Mahindra Racing)                | DS Techeetah           |
| 08. | 27. April    | Paris E-Prix (Paris)                 | Robin Frijns (Envision Virgin Racing)              | André Lotterer (DS Techeetah)                      | Daniel Abt (Audi Sport ABT Schaeffler)             | Oliver Rowland (Nissan e.dams)                     | Tom Dillmann (NIO Formula E Team)                  | Robin Frijns (Envision Virgin Racing)              | DS Techeetah           |
| 09. | 11. Mai      | Monaco E-Prix (Monaco)               | Jean-Éric Vergne (DS Techeetah)                    | Oliver Rowland (Nissan e.dams)                     | Felipe Massa (Venturi Formula E Team)              | Oliver Rowland (Nissan e.dams)                     | Pascal Wehrlein (Mahindra Racing)                  | Jean-Éric Vergne (DS Techeetah)                    | DS Techeetah           |
| 10. | 25. Mai      | Berlin E-Prix (Berlin)               | Lucas di Grassi (Audi Sport ABT Schaeffler)        | Sébastien Buemi (Nissan e.dams)                    | Jean-Éric Vergne (DS Techeetah)                    | Sébastien Buemi (Nissan e.dams)                    | Lucas di Grassi (Audi Sport ABT Schaeffler)        | Jean-Éric Vergne (DS Techeetah)                    | DS Techeetah           |
| 11. | 22. Juni     | Bern E-Prix (Bern)                   | Jean-Éric Vergne (DS Techeetah)                    | Mitch Evans (Panasonic Jaguar Racing)              | Sébastien Buemi (Nissan e.dams)                    | Jean-Éric Vergne (DS Techeetah)                    | António Félix da Costa (BMW i Andretti Motorsport) | Jean-Éric Vergne (DS Techeetah)                    | DS Techeetah           |
| 12. | 13. Juli     | New York City E-Prix (New York City) | Sébastien Buemi (Nissan e.dams)                    | Mitch Evans (Panasonic Jaguar Racing)              | António Félix da Costa (BMW i Andretti Motorsport) | Sébastien Buemi (Nissan e.dams)                    | Jean-Éric Vergne (DS Techeetah)                    | Jean-Éric Vergne (DS Techeetah)                    | DS Techeetah           |
| 13. | 14. Juli     | New York City E-Prix (New York City) | Robin Frijns (Envision Virgin Racing)              | Alexander Sims (BMW i Andretti Motorsport)         | Sébastien Buemi (Nissan e.dams)                    | Alexander Sims (BMW i Andretti Motorsport)         | Daniel Abt (Audi Sport ABT Schaeffler)             | Jean-Éric Vergne (DS Techeetah)                    | DS Techeetah           |

Anmerkungen
1. ↑  André Lotterer fuhr die schnellste Runde beim Hongkong E-Prix. Da er jedoch nicht innerhalb der ersten Zehn ins Ziel kam, erhielt Sam Bird den Bonuspunkt für die schnellste Runde.
2. ↑  Jean-Éric Vergne fuhr die schnellste Runde beim Rom E-Prix. Da er jedoch nicht innerhalb der ersten Zehn ins Ziel kam, erhielt Sébastien Buemi den Bonuspunkt für die schnellste Runde.
3. ↑  Tom Dillmann fuhr die schnellste Runde beim Paris E-Prix. Da er jedoch nicht innerhalb der ersten Zehn ins Ziel kam, erhielt Robin Frijns den Bonuspunkt für die schnellste Runde.
4. ↑  Oliver Rowland erzielte die Pole-Position für den Monaco E-Prix. Aufgrund einer Startplatzstrafe ging er nur vom dritten Startplatz ins Rennen, während Jean-Éric Vergne von der ersten Position startete. Die Rennserie wertete Rowland dennoch als Pole-Setter und er erhielt die Bonuspunkte für die Pole-Position.
5. ↑  António Félix da Costa fuhr die schnellste Runde beim Bern E-Prix. Da er jedoch nicht innerhalb der ersten Zehn ins Ziel kam, erhielt Sam Bird den Bonuspunkt für die schnellste Runde.
6. ↑  Jean-Éric Vergne fuhr die schnellste Runde beim ersten Rennen des New York City E-Prix. Da er jedoch nicht innerhalb der ersten Zehn ins Ziel kam, erhielt Daniel Abt den Bonuspunkt für die schnellste Runde.

## Wertung
Die zehn erstplatzierten Fahrer jedes Rennens erhielten Punkte nach folgendem Schema:
| Platz  | 1  | 2  | 3  | 4  | 5  | 6 | 7 | 8 | 9 | 10 |   | PP | SR |
| Punkte | 25 | 18 | 15 | 12 | 10 | 8 | 6 | 4 | 2 | 1  | 3 | 1  |    |

Neben der Gesamtwertung flossen die Ergebnisse der voestalpine European Races in Rom, Paris, Monaco, Berlin und Bern in eine Sonderwertung ein. Hier wurden nur die Podiumsresultate gewertet.

### Fahrerwertung
| Pos. | Fahrer            | DIR  | MAR   | SAN   | MEX    | HKG   | SAN    | ROM    | PAR   | MON   | BER  | BRN  | NYC  | NYC    | Punkte |
| ---- | ----------------- | ---- | ----- | ----- | ------ | ----- | ------ | ------ | ----- | ----- | ---- | ---- | ---- | ------ | ------ |
| 01   | J. Vergne         | 2    | 5     | DNF   | 13     | 13    | 1      | 14     | 6     | 1     | 3    | 1    | 14   | 7      | 136    |
| 02   | S. Buemi          | 6    | °8°   | °DNF° | *°21*° | °DNF° | °8°    | °5°    | °15°  | °5°   | °2°  | °3°  | °1°  | °3°    | 119    |
| 03   | L. di Grassi      | °9°  | 7     | 12    | °1°    | 2     | °*15°* | °7°    | 4     | DNF   | 1    | °9°  | °5°  | °*18°* | 108    |
| 04   | R. Frijns         | 12   | 2     | 5     | 11     | 3     | *14*   | 4      | 1     | *17*  | 13   | DNF  | DNF  | 1      | 106    |
| 05   | M. Evans          | 4    | 9     | 6     | 7      | 7     | 9      | 1      | 16    | 6     | 12   | 2    | 2    | 17     | 105    |
| 06   | A. Félix da Costa | °1°  | °DNF° | °DNF° | °2°    | °10°  | °3°    | °9°    | °7°   | °DSQ° | °4°  | °12° | °3°  | °9°    | 99     |
| 07   | D. Abt            | °8°  | 10    | °3°   | °10°   | °4°   | °5°    | °*18*° | °3°   | °15°  | °6°  | °6°  | °6°  | °5°    | 95     |
| 08   | A. Lotterer       | 5    | 6     | 13    | 5      | 14    | 4      | 2      | 2     | 7     | DNF  | 14   | 17   | DNF    | 86     |
| 09   | S. Bird           | 11   | 3     | 1     | 9      | 6     | DNF    | 11     | 11    | *16*  | 9    | 4    | 8    | 4      | 85     |
| 10   | O. Rowland        | 7    | 15    | DNF   | *20*   | DNF   | 2      | 6      | 12    | 2     | 8    | DNF  | 14   | 6      | 71     |
| 11   | J. D’Ambrosio     | 3    | 1     | °10°  | 4      | DNF   | 6      | 8      | *17*  | 11    | 17   | 13   | 9    | 11     | 67     |
| 12   | P. Wehrlein       |      | °DNF° | 2     | 6      | °DNF° | 7      | 10     | 10    | 4     | 10   | DNF  | 7    | 12     | 58     |
| 13   | A. Sims           | 18   | 4     | 7     | 14     | DNF   | DNF    | 17     | DNF   | 13    | 7    | 11   | 4    | 2      | 57     |
| 14   | E. Mortara        | 19   | 13    | 4     | 3      | 1     | 13     | DNF    | DNF   | DNF   | 11   | DNF  | DNF  | DNF    | 52     |
| 15   | F. Massa          | °17° | °18°  | DNF   | 8      | 5     | 10     | DNF    | °9°   | 3     | °15° | 8    | *16* | 15     | 36     |
| 16   | S. Vandoorne      | °16° | °DNF° | °DNF° | °18°   | °DNF° | °DNF°  | °3°    | °DNF° | °9°   | °5°  | °10° | °13° | °8°    | 35     |
| 17   | M. Günther        | 15   | 12    | DNF   |        |       |        | *19*   | 5     | DNF   | 14   | 5    | DNF  | *19*   | 20     |
| 18   | A. Lynn           |      |       |       |        |       |        | 12     | DNF   | 8     | DNF  | 7    | DNF  | 16     | 10     |
| 19   | G. Paffett        | DNF  | DNF   | 14    | 16     | 8     | DNF    | DNF    | 8     | 12    | 16   | 17   | 11   | 10     | 9      |
| 20   | O. Turvey         | 13   | 16    | 8     | 12     | 9     | 11     | 13     | 14    | DNF   | 18   | 16   | 10   | 13     | 7      |
| 21   | J. López          | DNF  | 11    | 9     | 17     | 11    | DNF    | 16     | 13    | °10°  | 20   | DSQ  | 12   | DNF    | 3      |
| 22   | N. Piquet jr.     | 10   | 14    | 11    | DNF    | DNF   | DNF    |        |       |       |      |      |      |        | 1      |
| 23   | T. Dillmann       | 14   | 17    | DNF   | 15     | 12    | 12     | 15     | DNF   | 14    | 19   | 15   | DNF  | 14     | 0      |
| 24   | F. Nasr           |      |       |       | 19     | DNF   | DNF    |        |       |       |      |      |      |        | 0      |
| –    | F. Rosenqvist     | DNF  |       |       |        |       |        |        |       |       |      |      |      |        | 0      |

### Teamwertung
| Pos. | Team                                     | Nr. | DIR  | MAR   | SAN   | MEX    | HKG   | SAN    | ROM    | PAR   | MON   | BER  | BRN  | NYC  | NYC    | Punkte |
| ---- | ---------------------------------------- | --- | ---- | ----- | ----- | ------ | ----- | ------ | ------ | ----- | ----- | ---- | ---- | ---- | ------ | ------ |
| 01   | DS Techeetah                             | 25  | 2    | 5     | DNF   | 13     | 13    | 1      | 14     | 6     | 1     | 3    | 1    | 14   | 7      | 222    |
| 01   | DS Techeetah                             | 36  | 5    | 6     | 13    | 5      | 11    | 4      | 2      | 2     | 7     | DNF  | 14   | 17   | DNF    | 222    |
| 02   | Audi Sport ABT Schaeffler Formula E Team | 11  | °9°  | 7     | 12    | °1°    | 2     | °*15°* | °7°    | 4     | DNF   | 1    | °9°  | °5°  | °*18°* | 203    |
| 02   | Audi Sport ABT Schaeffler Formula E Team | 66  | °8°  | 10    | °3°   | °10°   | °4°   | °5°    | °*18*° | °3°   | °15°  | °6°  | °6°  | °6°  | °5°    | 203    |
| 03   | Envision Virgin Racing                   | 02  | 11   | 3     | 1     | 9      | 6     | DNF    | 11     | 11    | *16*  | 9    | 4    | 8    | 4      | 191    |
| 03   | Envision Virgin Racing                   | 04  | 12   | 2     | 5     | 11     | 3     | *14*   | 4      | 1     | *17*  | 13   | DNF  | DNF  | 1      | 191    |
| 04   | Nissan e.dams                            | 22  | 7    | 15    | DNF   | *°20*° | DNF   | 2      | 6      | 12    | 2     | 8    | DNF  | 14   | 6      | 190    |
| 04   | Nissan e.dams                            | 23  | 6    | °8°   | °DNF° | *°21*° | °DNF° | °8°    | °5°    | °15°  | °5°   | °2°  | °3°  | °1°  | °3°    | 190    |
| 05   | BMW i Andretti Motorsport                | 27  | 18   | 4     | 7     | 14     | DNF   | DNF    | 17     | DNF   | 13    | 7    | 11   | 4    | 2      | 156    |
| 05   | BMW i Andretti Motorsport                | 28  | °1°  | °DNF° | °DNF° | °2°    | °10°  | °3°    | °9°    | °7°   | °DSQ° | °4°  | °12° | °3°  | °9°    | 156    |
| 06   | Mahindra Racing                          | 64  | 3    | 1     | °10°  | 4      | DNF   | 6      | 8      | *17*  | 11    | 17   | 13   | 9    | 11     | 125    |
| 06   | Mahindra Racing                          | 94  | DNF  | °DNF° | 2     | 6      | °DNF° | 7      | 10     | 10    | 4     | 10   | DNF  | 7    | 12     | 125    |
| 07   | Panasonic Jaguar Racing                  | 03  | 10   | 14    | 11    | DNF    | DNF   | DNF    | 12     | DNF   | 8     | DNF  | 7    | DNF  | 16     | 116    |
| 07   | Panasonic Jaguar Racing                  | 20  | 4    | 9     | 6     | 7      | 7     | 9      | 1      | 16    | 6     | 12   | 2    | 2    | 17     | 116    |
| 08   | Venturi Formula E Team                   | 19  | °17° | °18°  | DNF   | 8      | 5     | 10     | DNF    | °9°   | 3     | °15° | 8    | *16* | 15     | 88     |
| 08   | Venturi Formula E Team                   | 48  | 19   | 13    | 4     | 3      | 1     | 13     | DNF    | DNF   | DNF   | 11   | DNF  | DNF  | DNF    | 88     |
| 09   | HWA Racelab                              | 05  | °16° | °DNF° | °DNF° | °18°   | °DNF° | °DNF°  | °3°    | °DNF° | °9°   | °5°  | °10° | °13° | °8°    | 44     |
| 09   | HWA Racelab                              | 17  | DNF  | DNF   | 14    | 16     | 8     | DNF    | DNF    | 8     | 12    | 16   | 17   | 11   | 10     | 44     |
| 10   | Geox Dragon                              | 06  | 15   | 12    | DNF   | 19     | DNF   | DNF    | *19*   | 5     | DNF   | 14   | 5    | DNF  | *19*   | 23     |
| 10   | Geox Dragon                              | 07  | DNF  | 11    | 9     | 17     | 11    | DNF    | 16     | 13    | °10°  | 20   | DSQ  | 12   | DNF    | 23     |
| 11   | NIO Formula E Team                       | 08  | 14   | 17    | DNF   | 15     | 12    | 12     | 15     | DNF   | 14    | 19   | 15   | DNF  | 14     | 7      |
| 11   | NIO Formula E Team                       | 16  | 13   | 16    | 8     | 12     | 9     | 11     | 13     | 14    | DNF   | 18   | 16   | 10   | 13     | 7      |

### Legende
| Legende                      | Legende       | Legende                                                                 |
| Farbe                        | Abkürzung     | Bedeutung                                                               |
| ---------------------------- | ------------- | ----------------------------------------------------------------------- |
| Gold                         | —             | Sieger                                                                  |
| Silber                       | —             | 2. Platz                                                                |
| Bronze                       | —             | 3. Platz                                                                |
| Grün                         | —             | Platzierung in den Punkten                                              |
| Blau                         | —             | Klassifiziert außerhalb der Punkteränge                                 |
| Violett                      | DNF           | Rennen nicht beendet                                                    |
| Violett                      | NC            | nicht klassifiziert                                                     |
| Rot                          | DNQ           | nicht qualifiziert                                                      |
| Schwarz                      | DSQ           | disqualifiziert                                                         |
| Weiß                         | DNS           | nicht am Start                                                          |
| Weiß                         | WD            | zurückgezogen                                                           |
| Weiß                         | C             | Rennen abgesagt                                                         |
| Blanko                       |               | nicht teilgenommen                                                      |
| Blanko                       | DNP           | gemeldet, aber nicht teilgenommen                                       |
| Blanko                       | INJ           | verletzt oder krank                                                     |
| Blanko                       | EX            | ausgeschlossen                                                          |
| sonstige Formate und Zeichen | P/fett        | Pole-Position                                                           |
| sonstige Formate und Zeichen | kursiv        | Schnellste Rennrunde (ab 2017/18: Schnellste Rennrunde der ersten Zehn) |
| sonstige Formate und Zeichen | unterstrichen | Führender in der Gesamtwertung                                          |
| sonstige Formate und Zeichen | °             | FanBoost                                                                |
| sonstige Formate und Zeichen | *             | nicht im Ziel, aufgrund der zurückgelegten Distanz aber gewertet        |
| sonstige Formate und Zeichen | ( )           | Streichresultat                                                         |

### voestalpine European Races

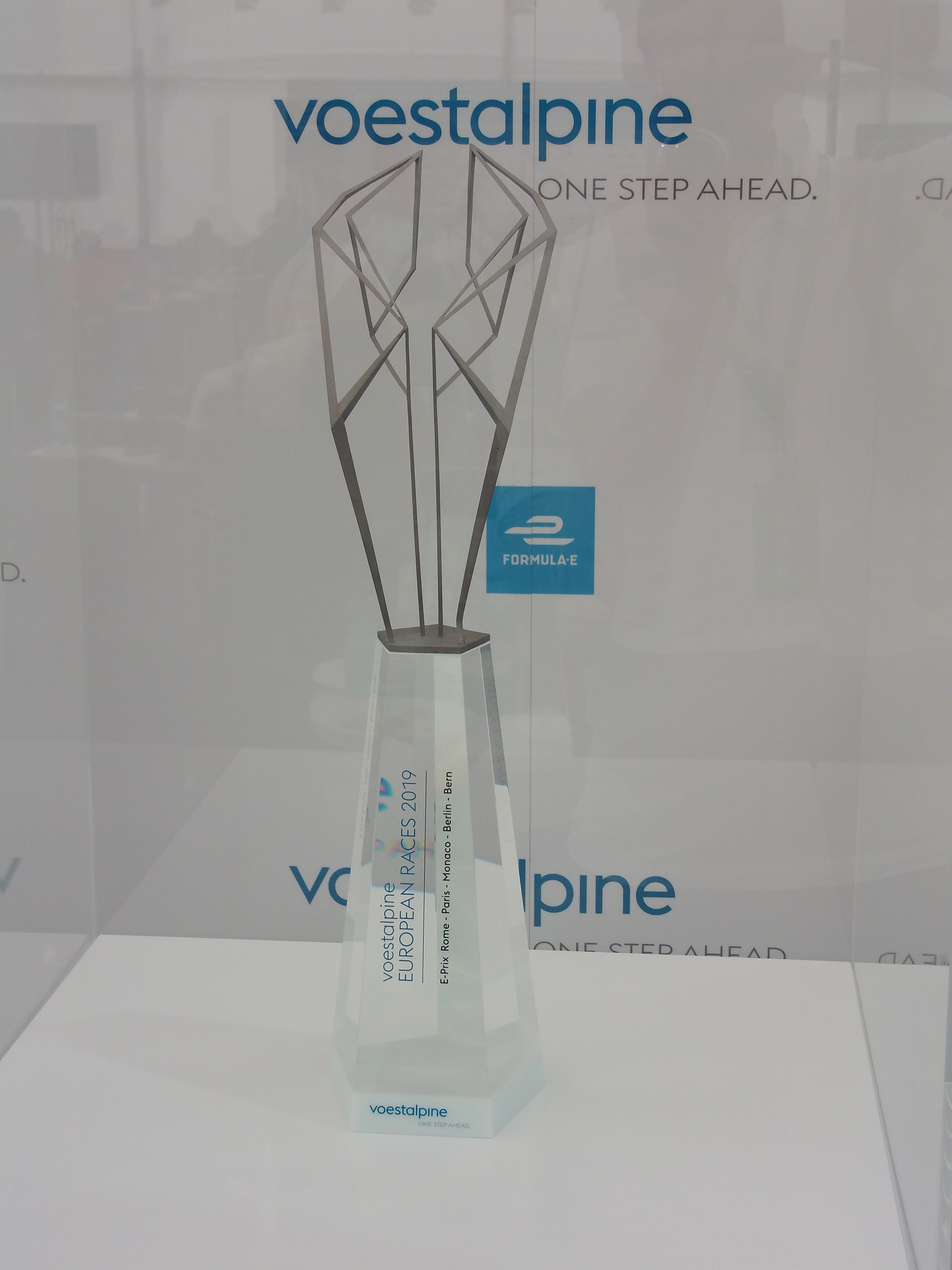
Die Trophäe zu den voestalpine European Races 2019

| Pos. | Fahrer            | ROM | PAR | MON | BER | BRN |
| ---- | ----------------- | --- | --- | --- | --- | --- |
| 01   | Jean-Eric Vergne  |     |     | 1   | 3   | 1   |
| 02   | Mitch Evans       | 1   |     |     |     | 2   |
| 03   | André Lotterer    | 2   | 2   |     |     |     |
| 04   | Robin Frijns      |     | 1   |     |     |     |
| 04   | Lucas di Grassi   |     |     |     | 1   |     |
| 05   | Sébastien Buemi   |     |     |     | 2   | 3   |
| 06   | Oliver Rowland    |     |     | 2   |     |     |
| 07   | Stoffel Vandoorne | 3   |     |     |     |     |
| 07   | Daniel Abt        |     | 3   |     |     |     |
| 07   | Felipe Massa      |     |     | 3   |     |     |